# Войда, Тадеуш
Тадеуш Войда (пол. Tadeusz Wojda; род. 29 января 1957, Kowala, Свентокшиское воеводство) — польский католический прелат. Доктор теологии (1989). Архиепископ — митрополит Гданьска с 2 марта 2021 года, бывший архиепископ — митрополит Белостока (2017—2021). Президентом Конференции католических епископов Польши с 14 марта 2024 года.

## Биография
Родился 29 января 1957 года в деревне Коваля, в гмине Новины, в Келецком повете, в Свентокшиском воеводстве, в Польше.

### Образование
Закончил Университет кардинала Стефана Вышиньского в Варшаве и Папский Григорианский университет.

### Церковная карьера
В 1976 году Войда вступил в католическое общество апостольской жизни Паллотины и 8 мая 1983 года был рукоположен во священники.
Он получил лиценциат от Папского Григорианского университета в 1986 году и докторскую степень в 1989 году.
С 1991 года он служил на различных должностях в Конгрегации евангелизации народов. 24 июля 2012 года он был назначен заместителем секретаря Конгрегации.
12 апреля 2017 года Папа Франциск назначил его архиепископом Белостока. И 10 июня 2017 года он был хиротонисан во епископа, и официально вступил в эту должность.
В Епископской конференции Польши он является членом Миссионерского комитета и Комиссии Конкордата.
2 марта 2021 года он был назначен архиепископом Гданьска. И 28 марта 2021 года он официально вступил в эту должность.

## Позиция и взгляды
7 июля 2019 года, в преддверии ЛГБТ-марша, запланированного на 20 июля, Войда выпустил прокламацию non possumus, которую нужно было прочитать во всех церквях Белостока и всего Подляского воеводства. Он назвал прайд-марши «богохульством». Он описал марш как организованный «иностранной инициативой в Подляской земле и сообществе, регионе, который глубоко укоренен в христианстве и заботится о благе своего общества, особенно детей». После марша Войда осудил насилие, произошедшее на марше, как несовместимое с христианством, и призвал верующих молиться за «семью и ее внутреннюю чистоту».